# Конструктор (обектно ориентирано програмиране)
В обектно ориентираното програмиране конструкторът е блок от инструкции, който се изпълнява за инициализация на един обект при неговото създаване. Практически конструкторът може да извършва всякакъв вид действия, но ако не друго, то е поне признак за много лош стил на програмиране да се използва за действия, които не засягат пряко създавания обект, тъй като това може да доведе до неочаквани грешки, особено в големи програми. В езика за програмиране C++ конструкторът се представя като член-функция на един обект, носеща същото име като него.
Тя и деструкторът са единствените типове дефиниции на функции, за които не се дефинира тип на връщания резултат. В тази статия примерите са дадени на този език.

## Елементарна дефиниция на обект с конструктор
```
#include
 
<iostream>

using
 
namespace
 
std
;

class
 
x
 
{

   
int
 
id
;

public
:

   
x
();
 
//Прототип на конструктора

   
void
 
hey
();

}
 
y
;

x
::
x
()
 
//Дефиниция на конструктора

{

   
id
 
=
 
1
;

}

void
 
x
::
hey
()

{

   
cout
 
<<
 
"This is object "
 
<<
 
id
 
<<
 
" speaking!"
 
<<
 
endl
;

}

int
 
main
()

{

   
y
.
hey
();

}

```

Това ще изпише:
This is object 1 speaking!
При инициализацията на обект y на id се задава стойност 1. При извикването на функцията y.hey() на екрана се изписва съдържанието на id оградено от низовете "This is object " и " speaking!".

## Конструктори с аргументи
Функцията-конструктор може да приеме аргументи, като така всеки обект може да бъде инициализиран с индивидуални стойности:
```
#include
 
<iostream>

using
 
namespace
 
std
;

class
 
x
 
{

   
int
 
id
;

public
:

   
x
(
int
 
ident
);

   
void
 
hey
();

}
 
y
(
1
),
 
z
(
2
);

x
::
x
(
int
 
ident
)

{

   
id
 
=
 
ident
;

}

void
 
x
::
hey
()

{

   
cout
 
<<
 
"This is object "
 
<<
 
id
 
<<
 
" speaking!"
 
<<
 
endl
;

}

int
 
main
()

{

   
y
.
hey
();

   
z
.
hey
();

}

```

Това ще изпише:
This is object 1 speaking!
This is object 2 speaking!
Тази програма съдържа два обекта от клас x – y и z. Конструкторът приема стойност 1 при първия, и стойност 2 при втория, което записва в променливата id на y стойност 1, а в променливата id на z – 2.

## Деструктор
Деструкторът на практика е точно обратното на конструктора. Това е блок от конструкции, който се изпълнява при унищожаването на един обект (това най-често се случва, когато един обект напусне областта си на видимост – например ако е локален за някоя функция, той ще напусне областта си на видимост, когато тя приключи своето изпълнение).
В C++ той се дефинира по същия начин като конструктора, но бива предхождан от оператора за инвертиране – ~.
```
#include
 
<iostream>

using
 
namespace
 
std
;

class
 
x
 
{

   
int
 
id
;

public
:

   
x
();

   
~
x
();
 
//Прототип на деструктора

}
 
y
;

x
::
x
()

{

   
cout
 
<<
 
"Constructing y."
 
<<
 
endl
;

}

x
::~
x
()

{

   
cout
 
<<
 
"Destructing y."
 
<<
 
endl
;

}

int
 
main
()

{

   
cout
 
<<
 
"This is the main() function speaking!"
 
<<
 
endl
;

}

```

Това изписва:
Constructing y.
This is the main() function speaking!
Destructing y.

## Потенциални грешки при използването на конструктори и деструктори
Често приложение на конструкторите и деструкторите е да се използват за съответно динамично заделяне и освобождаване на памет. Трябва да се внимава, тъй като може да се получат случаи, в които всеки обект от един клас да се опита да освободи едно и също пространство в паметта и респективно после да я освободи. Друг пример е при връщането на обект като резултат от функция: създава се едно междинно копие на връщания обект, което не изпълнява конструктора на класа си, защото той вече е изпълнен за обекта, който се копира – т.е. копието е от настоящия момент. След връщането на този обект обаче ще се задейства деструкторът не само на самия обект, който се връща, но и на междинния. Тогава двата обекта ще се опитат да освободят една и съща заделена памет.

## Inline-декларации
Почти винаги конструкторите и деструкторите са малки на размер и почти винаги се дефинират inline. (Това е декларация, при която инструкциите на функцията директно се заместват на всяко място, на което се използва, наподобявайки предпроцесорна директива). Когато вместо прототип директно се дефинира конструкторът/деструкторът, компилаторът (ако изобщо поддържа inline) предполага, че това е inline декларация.
Например първият пример е по-удачно да се напише така (резултатът почти не се различава като обем на програмата или бързодействие, но самото писане и четене на кода е по-лесно):
```
#include
 
<iostream>

using
 
namespace
 
std
;

class
 
x
 
{

   
int
 
id
;

public
:

   
x
()
 
{
 
id
 
=
 
1
;
 
}
 
//inline декларация на конструктора

   
void
 
hey
();

}
 
y
;

void
 
x::hey
()

{

   
cout
 
<<
 
"This is object "
 
<<
 
id
 
<<
 
" speaking!"
 
<<
 
endl
;

}

int
 
main
()

{

   
y
.
hey
();

}

```

## Синтаксис в други езици за програмиране

### PHP
Във версиите по-стари от PHP 5 името на конструктора съвпада с името на класа както в C++. От версия 5 се използва името __constructor.
```
class
 
Person

{

   
private
 
$name
;

   
function
 
__construct
(
$name
)

   
{

       
$this
->
name
 
=
 
$name
;

   
}

   
function
 
getName
()

   
{

       
return
 
$this
->
name
;

   
}

}

```